# Джон Норъм
Йон Тери Нурум (на норвежки: John Terry Norum), наричан Джон Норъм, е норвежки рок музикант и китарист.
Роден е в град Вадьо, Норвегия на 23 февруари 1964 г. Неговата музикална кариера е свързана най-вече с шведската рокгрупа „Юръп“, в която свири от 1979 г.

## Самостоятелна дискография
- Total Control (1987)
- Live in Stockholm (1990)
- Face the Truth (1992)
- Another Destination (1995)
- Worlds Away (1997)
- Face It Live '97 (1998)
- Slipped into Tomorrow (2000)
- Optimus (2005)